# Lamas (Ribeira de Pena)
Lamas é uma aldeia portuguesa, situada no Norte do país, no concelho de Ribeira de Pena, freguesia de Alvadia. Faz parte do Parque Natural do Alvão, sendo a principal atracção turística as paisagens aí existentes. Situa-se à altitude de cerca de 950 metros, e a isso se justifica a queda de neve que acontece na maioria dos Invernos.

## Caracterização da população
A população idosa predomina. Em maioria, esta dedica-se à agricultura e à criação de gado bovino e gado caprino. A reduzida população mais jovem (20-40 anos) dedica-se a outras actividade profissionais nas cidades e vilas circundantes.

## Fauna
A fauna é constituída por lebre, javali, texugo, águia real, cuco, pica-pau, coelho, perdiz, lobo e raposa.